# Dinastia Vlastimirović
La dinastia Vlastimirović (alfabet ciríl·lic serbi: Властимировићи, Vlastimírovitxi) fou la primera dinastia reial de Sèrbia. Deu el seu nom al príncep Vlastimir (r. 831–851), que fou reconegut per l'Imperi Romà d'Orient. Els seus orígens es remunten a un arcont desconegut que governà durant el regnat de l'emperador Heracli (r. 610-641). Els Vlastimirović es mantingueren en el poder a Sèrbia fins a la dècada del 960, quan l'Imperi Romà d'Orient reconquerí part de les terres sèrbies.